# Bahnhof Shizuoka
Der Bahnhof Shizuoka (jap. 静岡駅, Shizuoka-eki) ist ein Bahnhof auf der japanischen Insel Honshū, betrieben von der Bahngesellschaft JR Central. Er befindet sich in der Präfektur Shizuoka auf dem Gebiet der Stadt Shizuoka, genauer im Bezirk Aoi-ku. Hier halten unter anderem Shinkansen-Hochgeschwindigkeitszüge, weshalb der Bahnhof ein wichtiger Verkehrsknotenpunkt ist.

## Verbindungen
Shizuoka ist ein Zwischenbahnhof, durch den zwei der bedeutendsten Bahnstrecken Japans, die Tōkaidō-Shinkansen und die Tōkaidō-Hauptlinie, parallel verlaufen. Für den Betrieb beider Linien ist die Bahngesellschaft JR Central zuständig. Ungewöhnlich für einen Bahnhof von derart großer Bedeutung ist die Tatsache, dass hier keine Nebenstrecken abzweigen, sondern der Bahnverkehr sich auf eine Achse konzentriert.
Auf der Shinkansen-Schnellfahrstrecke wird Shizuoka üblicherweise zweimal je Stunde und Richtung von Kodama-Zügen bedient, die an allen Zwischenstationen halten. Hinzu kommen einmal stündlich Hikari-Züge, die einzelne Zwischenstationen auslassen. Nozomi-Züge halten hingegen nicht. Auf der Tōkaidō-Hauptlinie gibt es im Gegensatz zu früher nur noch relativ wenige Schnellzüge. Der Fujikawa (ふじかわ) verbindet Shizuoka mit Fuji und Kōfu. Der Home Liner (ホームライナー) von Numazu über Shizuoka nach Hamamatsu ist ein Eilzug während der Verkehrsspitze mit reservierten Sitzplätzen. Regionalzüge verkehren, abhängig von Streckenabschnitt und Tageszeit, drei- bis sechsmal pro Stunde. Hinzu kommen die Nachtzüge Sunrise Izumo (サンライズ出雲) und Sunrise Seto (サンライズ瀬戸).
Erschlossen wird der Bahnhof auf beiden Seiten von mehreren Stadtbuslinien des Unternehmens Shizutetsu Justline. Ebenso gibt es einen Busbahnhof, der überwiegend dem Fernbusverkehr dient. Einige hundert Meter nördlich befindet sich der Bahnhof Shin-Shizuoka, die Endstation der Shizuoka-Shimizu-Linie.

## Anlage
Der Bahnhof steht im Stadtteil Kuroganechō, am östlichen Rand des Stadtzentrums. Die Anlage ist von Nordosten nach Südwesten ausgerichtet und besitzt neun Gleise, von denen fünf zur kapspurigen Tōkaidō-Hauptlinie und vier zur normalspurigen Schnellfahrstrecke Tōkaidō-Shinkansen gehören. Sie sind alle erhöht auf einem breiten Viadukt verlegt. Vier Gleise der Tōkaidō-Hauptlinie führen an der Nordseite an zwei Mittelbahnsteigen vorbei. Am nördlichsten Gleis kann nicht zugestiegen werden, es dient ausschließlich durchfahrenden Güterzügen. Die in Shizuoka haltenden Hochgeschwindigkeitszüge nutzen Seitenbahnsteige an der Südseite der Anlage; zwei dazwischen liegende Gleise sind durchfahrenden Zügen vorbehalten. Etwa einen halben Kilometer südwestlich des Bahnhofs gibt es an der Tōkaidō-Hauptlinie eine viergleisige Abstellanlage. Etwa anderthalb Kilometer nordöstlich, in der Nähe des benachbarten Bahnhofs Higashi-Shizuoka, erstreckt sich das weitläufige Bahnbetriebswerk von Shizuoka.
Das achtstöckige Empfangsgebäude an der Nordseite trägt den Namen PARCHÉ (パルシェ) und enthält das gleichnamige Einkaufszentrum mit 190 Läden sowie eine Dachterrasse mit Biergarten. Alle Bahnsteige und beide Bahnhofsvorplätze sind durch eine breite Fußgängerpassage miteinander verbunden, die ihre Fortsetzung in einer unterirdischen Ladenpassage in Richtung Stadtzentrum findet. Auf dem nördlichen Vorplatz steht eine Statue, die den jungen Tokugawa Ieyasu darstellt. Vor dem Südeingang sind zwei Bronzeplastiken aufgestellt, Reproduktionen von Werken des französischen Bildhauers Auguste Rodin.
Im Jahr 2016 zählte der Bahnhof täglich durchschnittlich 59.043 Fahrgäste.

## Bilder

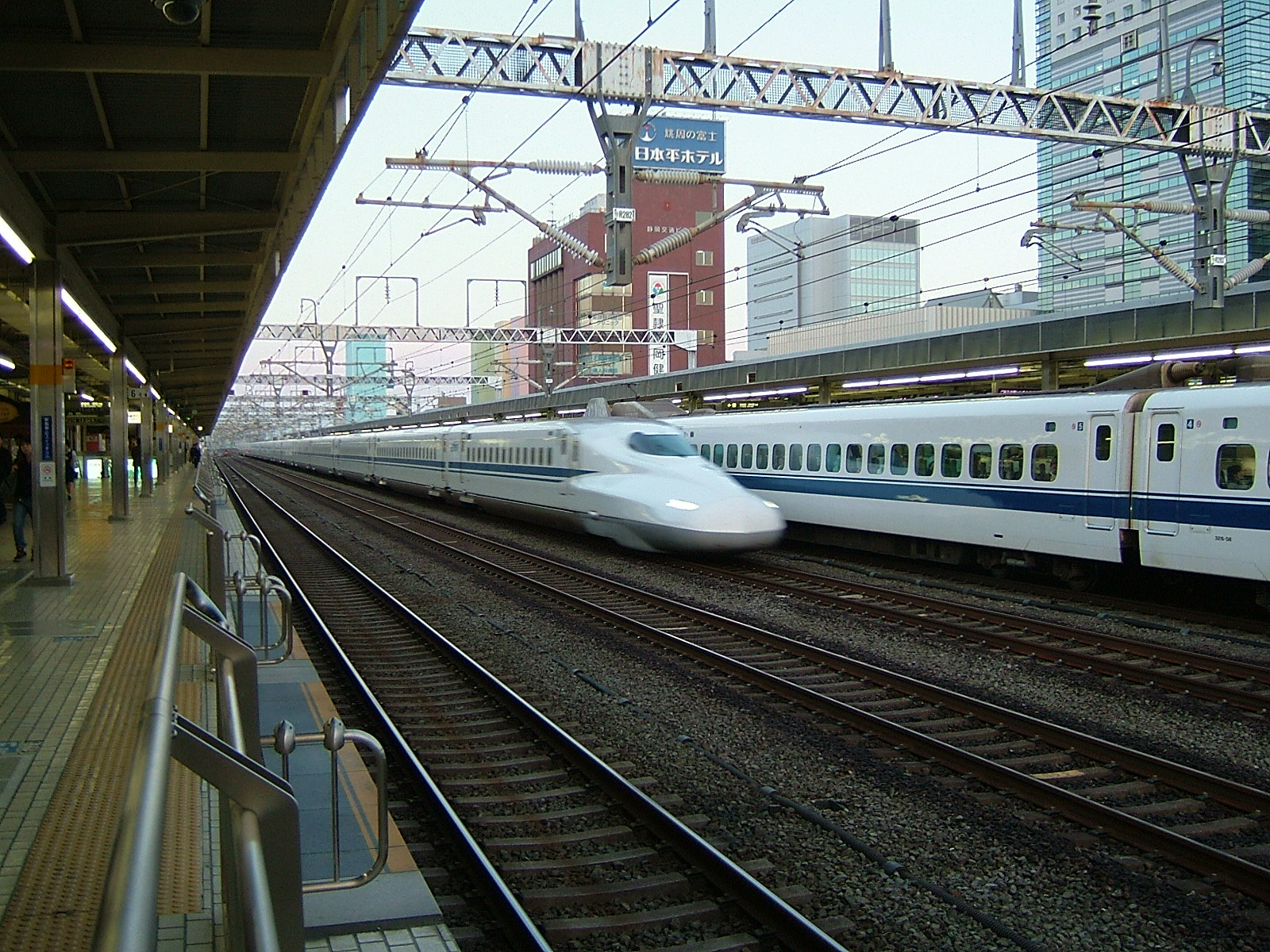
Durchfahrender Shinkansen
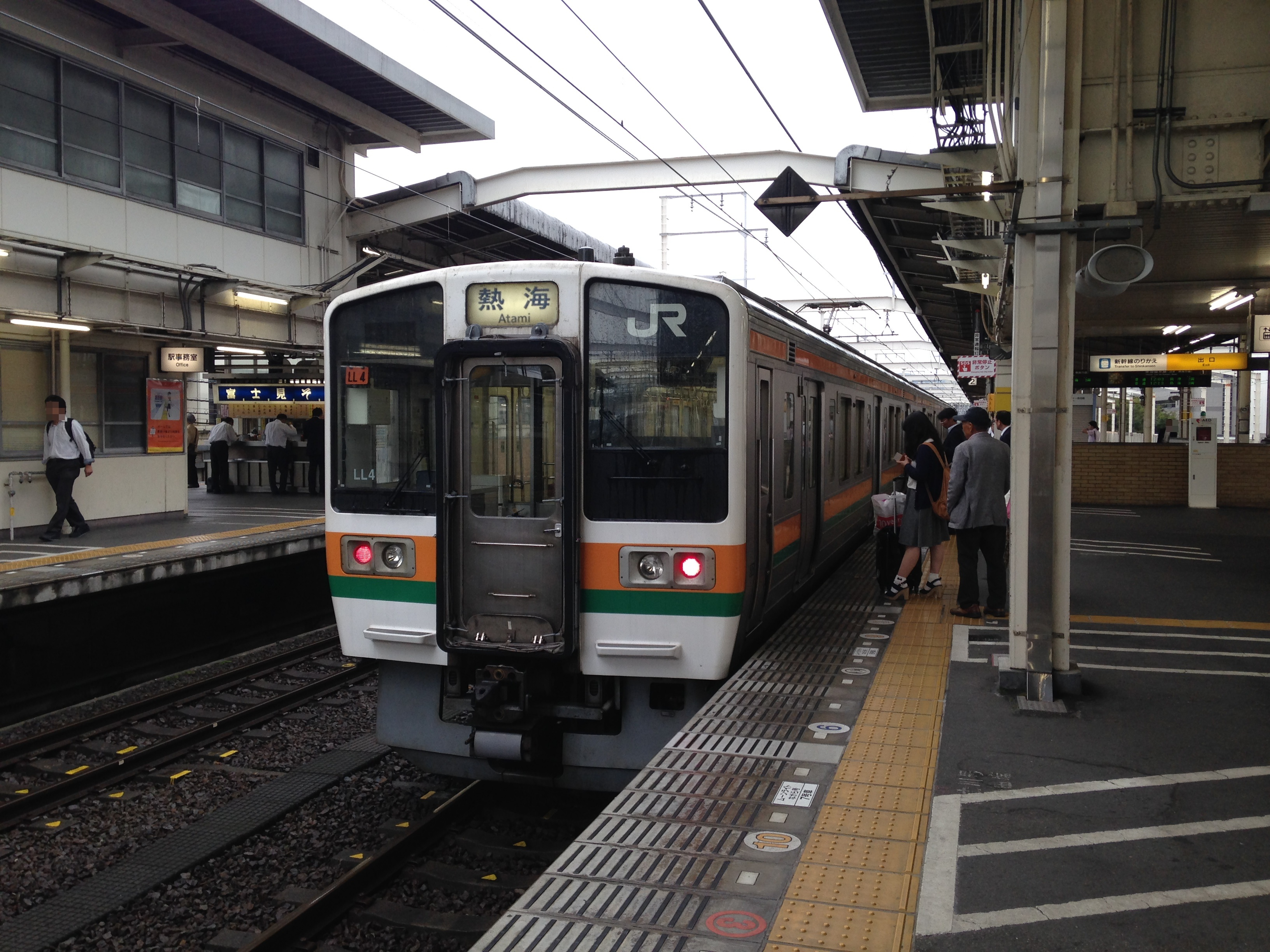
Regionalzug nach Atami
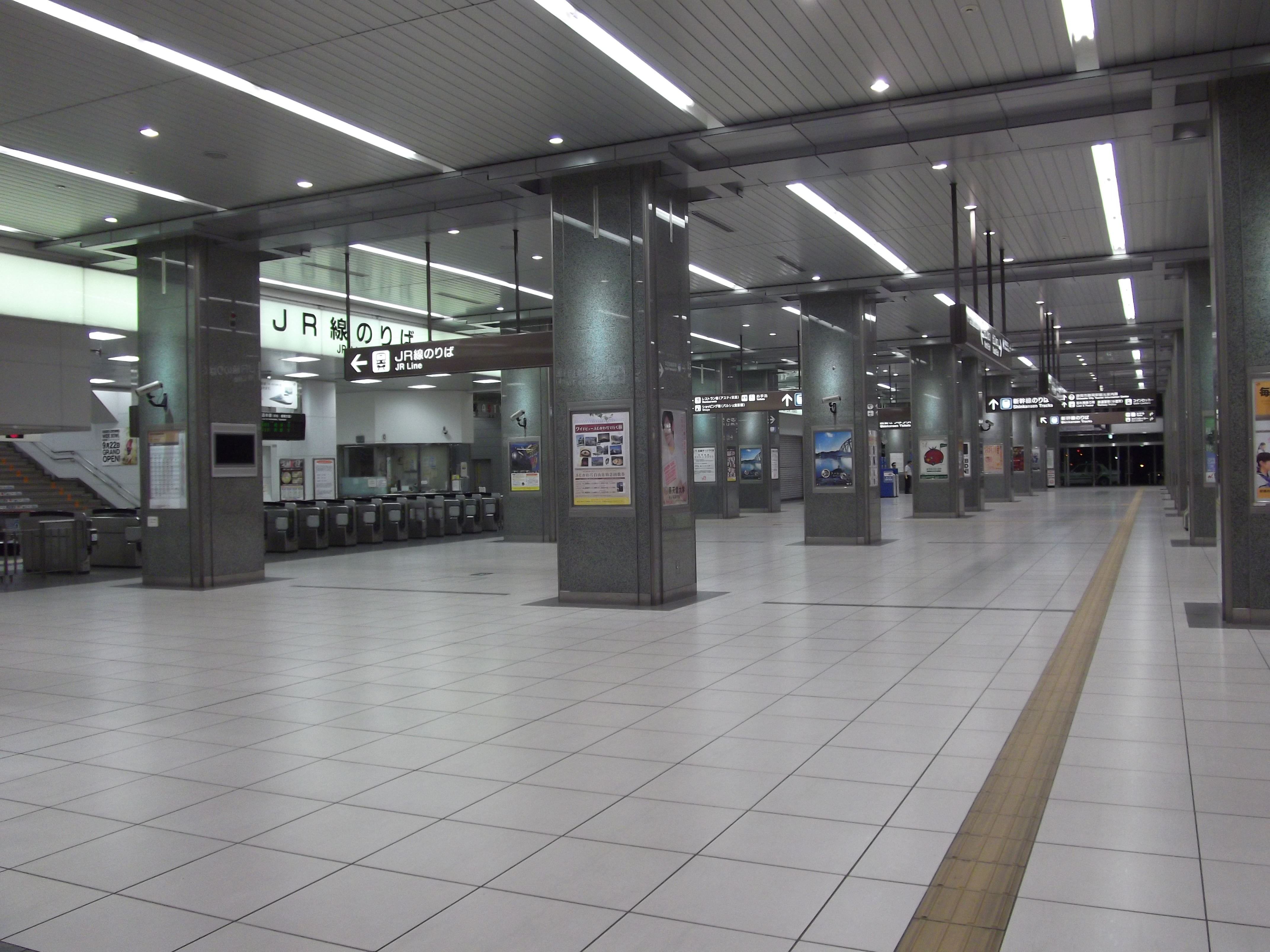
Fußgängerpassage
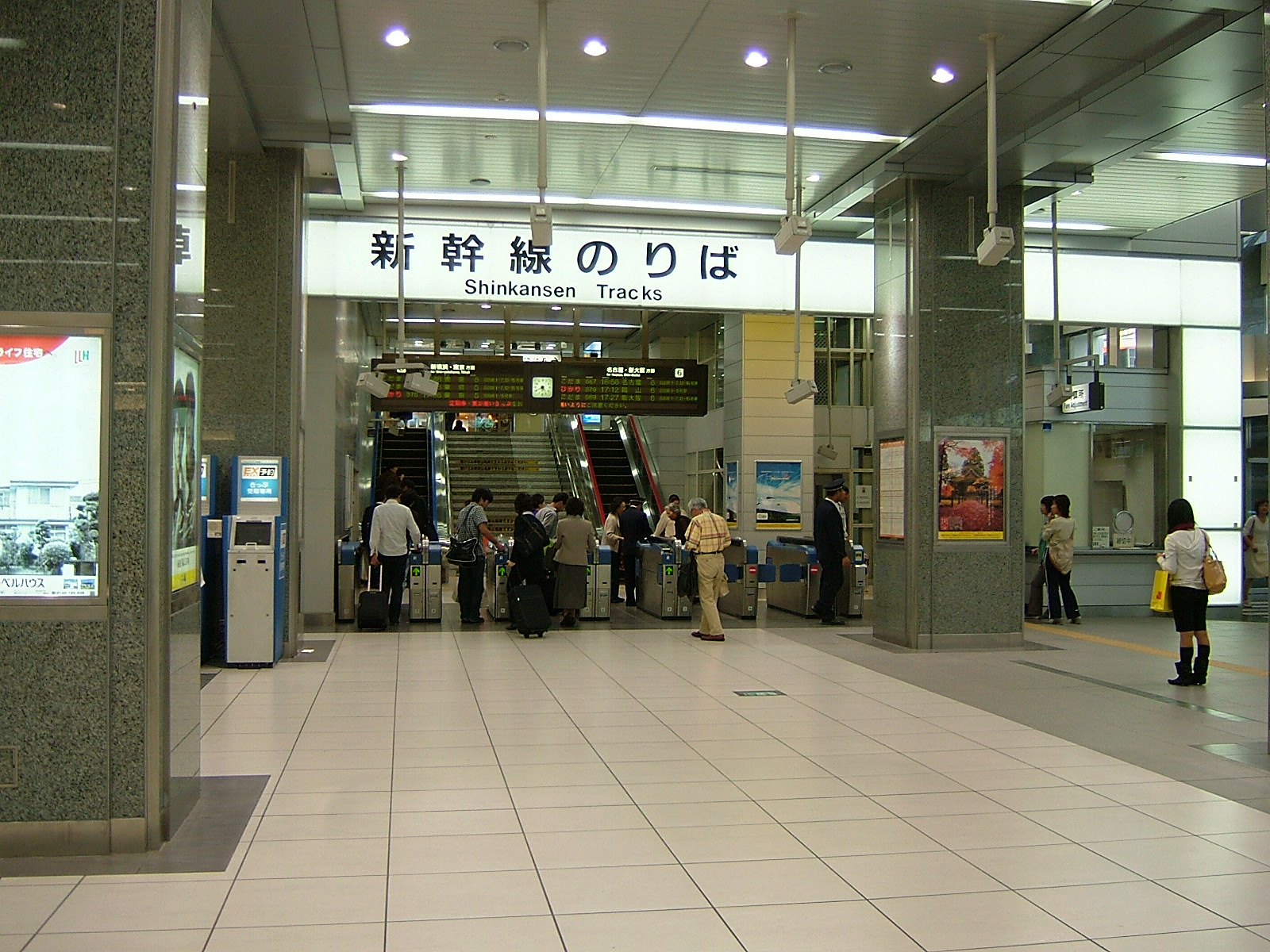
Bahnsteigsperren
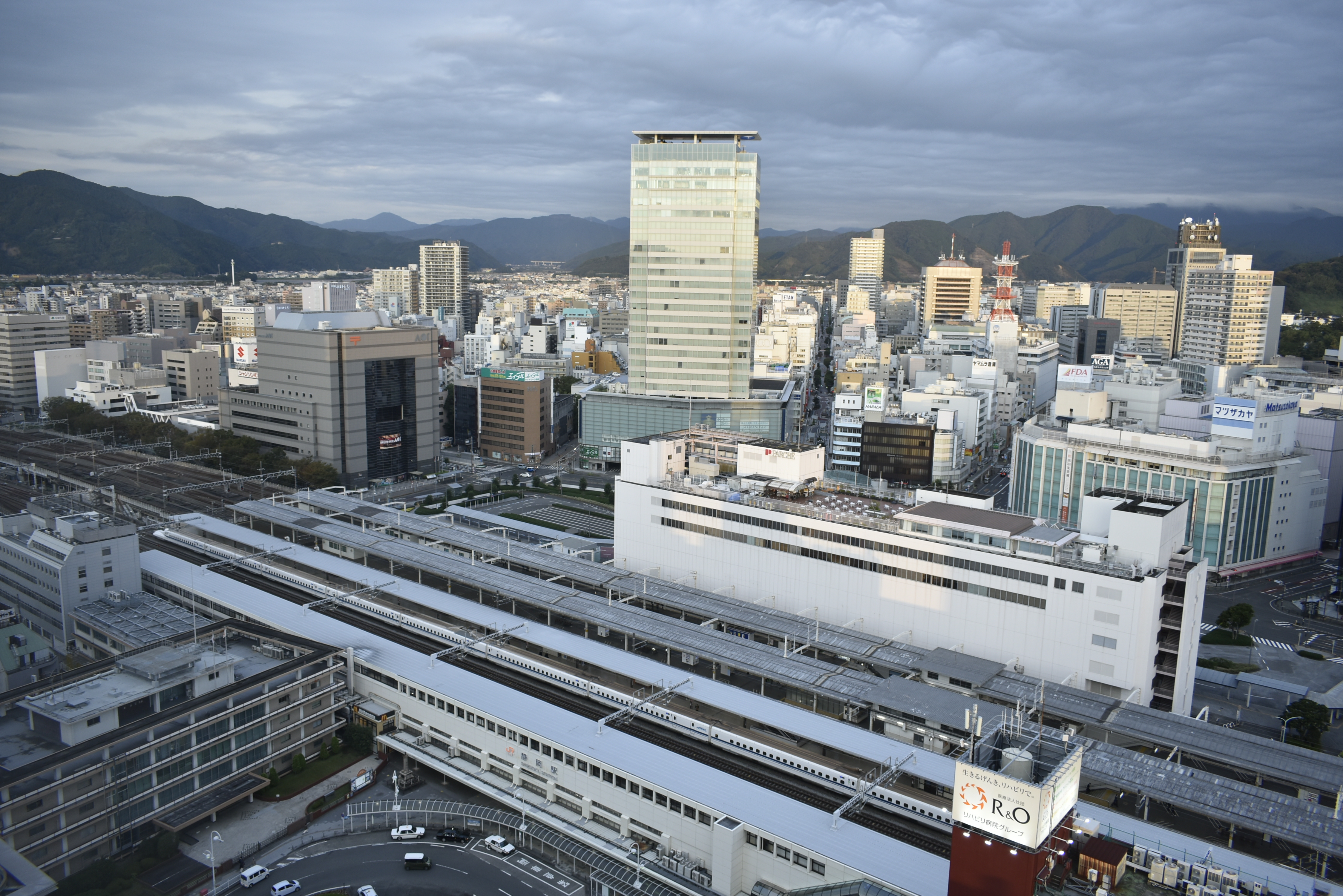
Panoramablick auf die Nordseite des Bahnhofs Shizuoka

## Gleise
| 1/2 | ▉ Tōkaidō-Hauptlinie | Fuji • Numazu • Atami |
| 3/4 | ▉ Tōkaidō-Hauptlinie | Hamamatsu • Toyohashi |
| 5   | ▉ Tōkaidō-Shinkansen | Shin-Yokohama • Tokio |
| 6   | ▉ Tōkaidō-Shinkansen | Nagoya • Shin-Osaka   |

## Linien
| Verlauf der Tōkaidō-Shinkansen |
| --- |
| Tokyo • Shinagawa • Shin-Yokohama • Odawara • Atami • Mishima • Shin-Fuji • Shizuoka • Kakegawa • Hamamatsu • Toyohashi • Mikawa-Anjō • Nagoya • Gifu-Hashima • Maibara • Kyōto • Shin-Osaka |

| Verlauf der Tōkaidō-Hauptlinie (Atami–Toyohashi) |
| --- |
| Atami • Kannami • Mishima • Numazu • Katahama • Hara • Higashi-Tagonoura • Yoshiwara • Fuji • Fujikawa • Shin-Kambara • Kambara • Yui • Okitsu • Shimizu • Kusanagi • Higashi-Shizuoka • Shizuoka • Abekawa • Mochimune • Yaizu • Nishi-Yaizu • Fujieda • Rokugō • Shimada • Kanaya • Kikugawa • Kakegawa • Aino • Fukuroi • Iwata • Toyodachō • Tenryūgawa • Hamamatsu • Takatsuka • Maisaka • Bentenjima • Araimachi • Washizu • Shinjohara • Futagawa • Toyohashi |

## Geschichte
Die Eröffnung des Bahnhofs erfolgte am 1. Februar 1889, zusammen mit dem Abschnitt Shizuoka–Kōzu der Tōkaidō-Hauptlinie (wobei ein Teil der damaligen Streckenführung der heutigen Gotemba-Linie entspricht). Am Eröffnungstag war ein großes Fest vorgesehen; doch in der Nacht zuvor waren über 1100 Gebäude bei einem verheerenden Großbrand zerstört worden, sodass die Zeremonie aus Rücksicht auf die notleidende Bevölkerung in einem sehr bescheidenen Rahmen durchgeführt wurde. Zweieinhalb Monate lang war Shizuoka Endstation, bis zur Verlängerung der Strecke nach Hamamatsu am 16. April 1889. Angesichts des stetig steigenden Nachfrage musste das Empfangsgebäude erstmals 1907 durch je einen Neubau ersetzt werden, 1935 ein weiteres Mal. Am 1. Oktober 1964 nahm die Tōkaidō-Shinkansen zwischen Tokio und Osaka den Betrieb auf.
Der Hochgeschwindigkeitsverkehr bewirkte eine weitere markante Zunahme der Nutzerzahlen und der Bahnhof stieß erneut an seine Kapazitätsgrenzen. Aus diesem Grund lagerte die Japanische Staatsbahn den größten Teil des Güterverkehrs am 1. Oktober 1967 an den neuen Güterbahnhof im Osten der Stadt aus, den verbliebenen Rest am 1. Juni 1973. Nun war genügend Platz vorhanden, um alle Gleise und Bahnsteige auf einen Viadukt zu verlegen. Die entsprechenden Arbeiten waren am 12. Oktober 1979 abgeschlossen. Am 16. August 1980 ereignete sich eine Gasexplosion: In einem Sushi-Restaurant hatte sich eine kleine Gasflasche entzündet. Als die Feuerwehr anrückte, kam es zu einer zweiten, weitaus größeren Explosion. Funken hatten weitere Gaslecks entzündet, die sich ohne geeignete Abluftöffnungen in der unterirdischen Ladenpassage angesammelt hatten. Insgesamt kamen 15 Menschen ums Leben, mehr als 200 erlitten Verletzungen.
Das Einkaufszentrum PARCHÉ wurde am 8. Oktober 1981 eröffnet. Aus Kostengründen stellte die Staatsbahn am 1. November 1986 die Gepäckaufgabe ein. Im Rahmen der Staatsbahnprivatisierung ging der Bahnhof am 1. April 1987 in den Besitz der neuen Gesellschaft JR Central über.